# Корчуганово
Корчуганово — деревня в Яшкинском районе Кемеровской области России. Входит в состав Литвиновского сельского поселения.

## История
Основано в 1626 году. В «Списке населенных мест Российской империи» 1868 года издания населённый пункт упомянут как заводская деревня Корчуганова (Карчуганова, Корчуганская) Томского округа (2-го участка) при речке Сосновке, расположенная в 95 верстах от губернского города Томска. В деревне имелось 10 дворов и проживало 53 человека (25 мужчин и 28 женщин).
В 1911 году в деревне, входившей в состав Литвиновской волости Томского уезда, имелось 59 дворов и проживало 329 человек (158 мужчин и 171 женщина).
По данным 1926 года имелось 87 хозяйства и проживало 375 человек (в основном — русские). Действовала школа I ступени. В административном отношении деревня являлась центром Корчугановского сельсовета Поломошинского района Томского округа Сибирского края.

## География
Деревня находится в северной части Кемеровской области, в юго-восточной части Западно-Сибирской равнины, на правом берегу реки Сосновки, вблизи места впадения в неё реки Дальней, на расстоянии примерно 10 километров (по прямой) к юго-западу от посёлка городского типа Яшкино, административного центра района. Абсолютная высота — 212 метров над уровнем моря.

### Часовой пояс
Деревня Корчуганово, как и вся Кемеровская область, находится в часовой зоне МСК+4. Смещение применяемого времени относительно UTC составляет +7:00.

## Население
| 2010 |
| ---- |
| 133  |

Гендерный состав
По данным Всероссийской переписи населения 2010 года в гендерной структуре населения мужчины составляли 48,9 %, женщины — соответственно 51,1 %.
Национальный состав
Согласно результатам переписи 2002 года, в национальной структуре населения русские составляли 93 % из 151 чел.

## Улицы
Уличная сеть деревни состоит из двух улиц (ул. Клубная и ул. Строительная).